# Ernst Rohmer
Ernst Rohmer (* 29. Dezember 1818 in Weißenburg in Bayern; † 23. August 1897 in Nördlingen) war Inhaber der C. H. Beck’schen Buchdruckerei und Buchhandlung in Nördlingen (in Bayerisch-Schwaben) und Verlagsbuchhändler.

## Verwandtschaft
Sein Vater war Pfarrer Johann David (1777–1828) aus Bauern- und Handwerkerfamilie in Möhrendorf bei Erlangen, dessen Eltern Andreas Romer (1732–77) und Barbara Kießling waren. Seine Mutter Sophie (1793–1850) war die eine Tochter von Christian Gottfried Planck (* 1761), der gutsherrlicher Amtmann in Nennslingen, später Appellationsgerichtsrat in Ellingen war. Seine Mutter Sophie war daher verwandt mit der württembergischen Gelehrtenfamilie Planck und der Friederike Helene Mack.
Ernst Rohmer hatte sechs Geschwister, u. a.:
- Friedrich Rohmer (1814–56), deutsch-schweizerischer Philosoph und Politiker, Vertreter des Pantheismus, 1841/43 in der Schweiz, zuletzt in München,
- Theodor Rohmer (1820–56), politischer Publizist, 1844 in der Schweiz. Beide Brüder waren befreundet mit Johann Caspar Bluntschli und Heinrich Schulthess.
- Mathilde Rohmer (1817–1881) war verheiratet mit Alexander Bruckmann (1806–1852), einem deutschen Historien- und Porträtmaler aus Stuttgart.

Seine Tante (mütterlicherseits) Luise Planck heiratete 1817 den deutschen Mathematiker, Physiker und Astronom Johann Wilhelm Andreas Pfaff (1774–1835). Deren Tochter, seine Cousine, Pauline Pfaff (1827–1907) war verheiratet mit seinem Jugendfreund Karl Brater (1819–1869), dem liberal politischen Publizisten, Juristen, Bürgermeister von Nördlingen und Gründer der Süddeutschen Zeitung. Eine ihrer Kinder war die Schriftstellerin Agnes Sapper. Nach dem frühen Tod ihres Ehemanns Karl Brater lebte seine Witwe Pauline in ärmlichen Verhältnissen. Sie zog die Kinder ihres verstorbenen Bruders Hans Ulrich Vitalis Pfaff auf und vermietete Zimmer, unter anderem an Ferdinand Lindemann.

## Eigene Familie
Ernst Rohmer heiratete 1857 in Nördlingen Eugenie Beck (1825–1917), die Witwe seines verstorbenen Dienstherrn. Eugenie war in erster Ehe verheiratet mit Carl Beck (1817–1852), Buchdrucker und Verlagsbuchhändler. Er war der Sohn des Carl Gottlob Beck (1733–1802) und Gründer des Verlages C. H. Beck. Eugenie war die Tochter der Kaufbeurer Textilunternehmerfamilie Johann Georg Heinzelmann (1782–1869) von Anna Susanna Worl (1790–1882) aus Wöhrburg. In erster Ehe hatten Eugenie und Carl Beck u. a. zwei Kinder:
- Stiefsohn Oscar Beck (1850–1924). Er übernahm 1884 die Firma in Nördlingen. Unter seiner Leitung siedelte der Verlag C. H. Beck 1889 nach München um, die Druckerei blieb in Nördlingen.
- Stieftochter Klara Beck (1849–1918) Sie heiratete Ludwig Müller (1831–1910), Dr. phil., Prof., Studienlehrer an den Lateinschulen in Augsburg und Nördlingen, Archivar und Bibliothekar in Nördlingen, seit 1872 an der Universitäts- und Landesbibliothek in Straßburg, Historiker, Geheimer Regierungsrat, Ehrenbürger von Nördlingen;

Mit Ernst Rohmer hatte Eugenie sechs Kinder. Vier Söhne und zwei Töchter:
- (eins früh verstorben)
- Eugen Rohmer(1858–1932), Richter,
- Gustav Rohmer (1868–1946), Dr. jur.; führte zeitweise eine Schriftreihe seines Vaters weiter. 1907/08 Privat-Dozent an der TH München, 1918 Ministerialdirektor, 1922 Staatsrat, 1928–33 Regierungspräsident von Mittelfranken, später Oberfranken, 1933 in den Ruhestand versetzt
- Theodor Rohmer (1861–1945), Arzt in Nördlingen

## Leben
Ernst Rohmer wuchs nach dem Tod seines Vaters Dr. Johann David Rohmer (1777–1828) mit seinem Bruder Theodor (1820–56) in der Familie des Philosophen, Theologen und Konsistorialrats Friedrich Immanuel Niethammer (1766–1848) in München auf, wo die Geschwister zusammen mit den Kindern des Juristen, königlich bayerischer Staatsrates und Oberkonsistorialpräsidenten Karl Johann Friedrich von Roth (1780–1852) unterrichtet wurden. Auf dem Gymnasium, das er nach der Untersekunda verließ, schloss Ernst Rohmer Freundschaft mit Karl Brater, der später Rohmers Cousine, die Schriftstellerin Pauline Pfaff, heiratete. Als 17-Jähriger absolvierte er seit 1835 eine kaufmännische Lehre in Nürnberg. Da er sich jedoch mehr zum Buchhandel hingezogen fühlte, arbeitete er seit 1840 als Buchhandlungsgehilfe in Ulm, Freiburg im Breisgau, Koblenz, Stuttgart und Landau in der Pfalz. Nach einer schweren gesundheitlichen Krise wandte er sich dem Journalismus zu. Kurzzeitig war er in der Redaktion der „Süddeutschen politischen Zeitung“ in Stuttgart tätig und wirkte dann von München aus als Landtagsberichterstatter für die „Augsburger Abendzeitung“ und als Mitarbeiter des „Nürnberger Korrespondent“. 1850 starb seine Mutter. Er hatte sich jetzt auch noch um seine kränkelnden Brüder Friedrich und Theodor zu kümmern. 1851 erhielt er, dank der Vermittlung seines Jugendfreundes Karl Brater, den Begründer und Redakteur der bei Beck erscheinenden „Blätter für administrative Praxis“, eine Anstellung in der angesehenen C. H. Beck’schen Buchhandlung in Nördlingen. Hier fand der 33ähriger Rohmer seine berufliche Erfüllung. 1852 holte er seine verwitwete Schwester Mathilde (1817–1881), Witwe des Malers Alexander Bruckmann (1806–1852) und deren drei kleine Kinder nach Nördlingen und gründete mit einer weiteren unverheirateten Schwester eine Wohngemeinschaft. Im selben Jahr 1852 starb plötzlich Carl Beck. Er unterstützte dessen Witwe zusammen mit Becks jüngerem Bruder Wilhelm (1821–79) in der Geschäftsleitung, bis er diese nach seiner Verehelichung 1857 selbst übernahm. Rohmer weitete das theologische und juristische Programm des Verlags erheblich aus, u. a. durch Publikationen seiner Freunde, des ev. Theologen Johann von Hofmann (1810–77) und des Rechtsgelehrten Johann Caspar Bluntschli (1808–81), sowie der neuen Gesetze samt Kommentare nach 1848/49 und nach der Reichsgründung 1871. Meilensteine in der Reihe der Beck’schen Gesetzesausgaben bildeten die 1864 gegründete und von Eduard Graf redigierte „Bayer. Notariatszeitung“, der Kommentar zur Reichsverfassung (1871) aus der Feder Emil (v.) Riedels (1832–1906) sowie die „Neue Gesetz- und Verordnungssammlung für das Königreich Bayern mit Einschluß der Reichsgesetzgebung“ (16 Bde., 1879–1919). 1861–1940 erschien der bis|1884 von Rohmers Schweizer Freund Heinrich Schulthess (1815–85) redigierte „Europäische Geschichtskalender“.
Als Eigentümer und Herausgeber des „Nördlinger Wochenblatts“ (seit 1864 „Nördlinger Anzeigenblatt“) bezog Rohmer für Bismarck und die kleindeutsche Lösung Stellung. 1859 trat er dem neu gegründeten Deutschen Nationalverein bei, 1863 gehörte er zu den Begründern der Bayerischen Fortschrittspartei, für die er – erfolglos – bei den Wahlen zum Zollparlament (1868) und Reichstag (1871 und 1874) kandidierte. Rohmer engagierte sich auch für berufsständische Belange, so 1871–74 als Erster Vorsitzender des Süddeutschen Buchhändlervereins. Während dreier Jahrzehnte war er Magistratsrat der Stadt Nördlingen und blieb dies auch, nachdem er die Leitung des Verlags 1884 an seinen Stiefsohn Oscar Beck abgegeben hatte.|

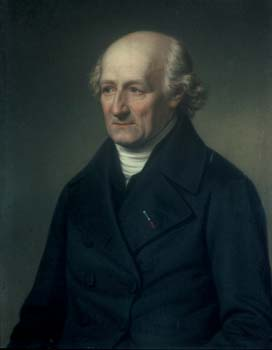
Der württembergische Theologe Friedrich Immanuel Niethammer (1766–1848)
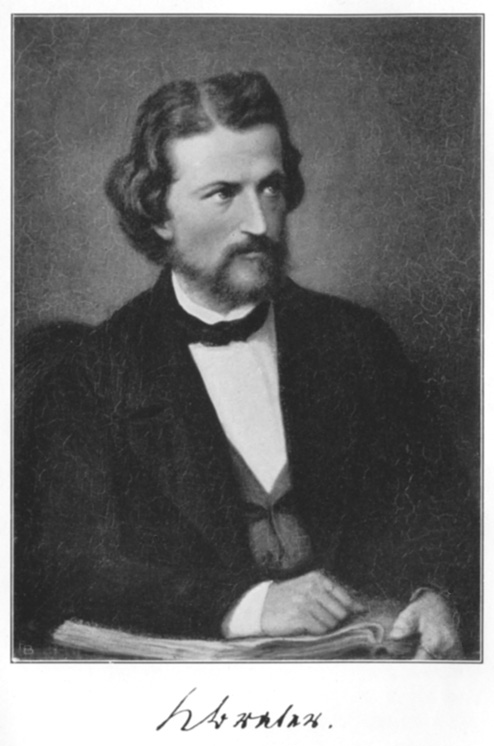
Schulfreund Karl Brater (1819–1869)
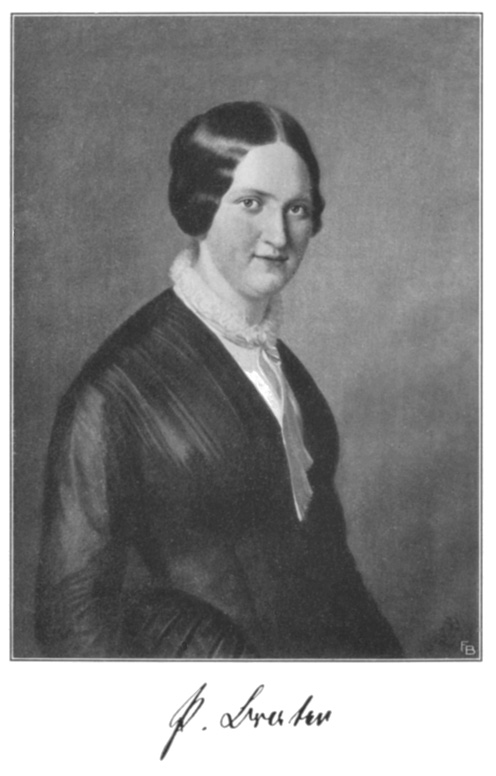
Bildnis der Pauline Brater (1827–1907), 1850 Ölgemälde von Alexander Bruckmann (1806–1852)
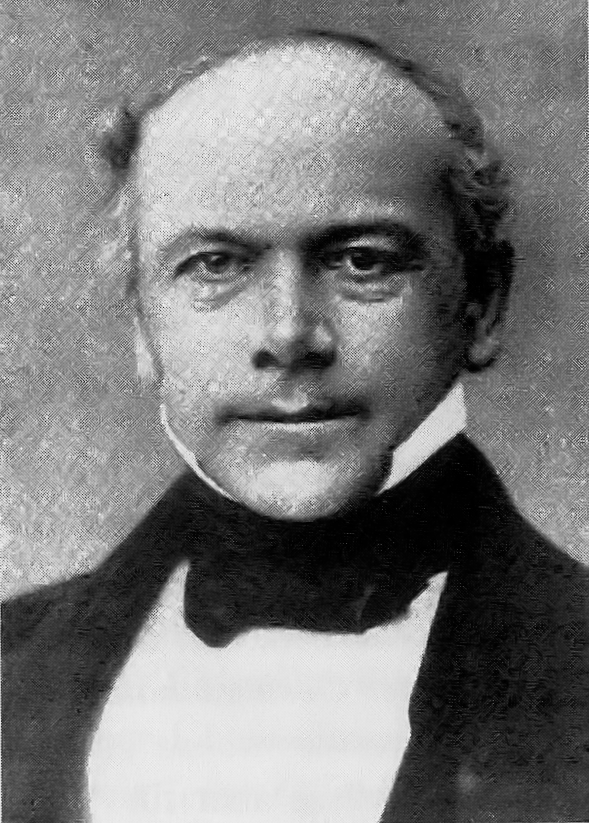
ev. Theologe Johann Christian Konrad von Hofmann (1810–1877)
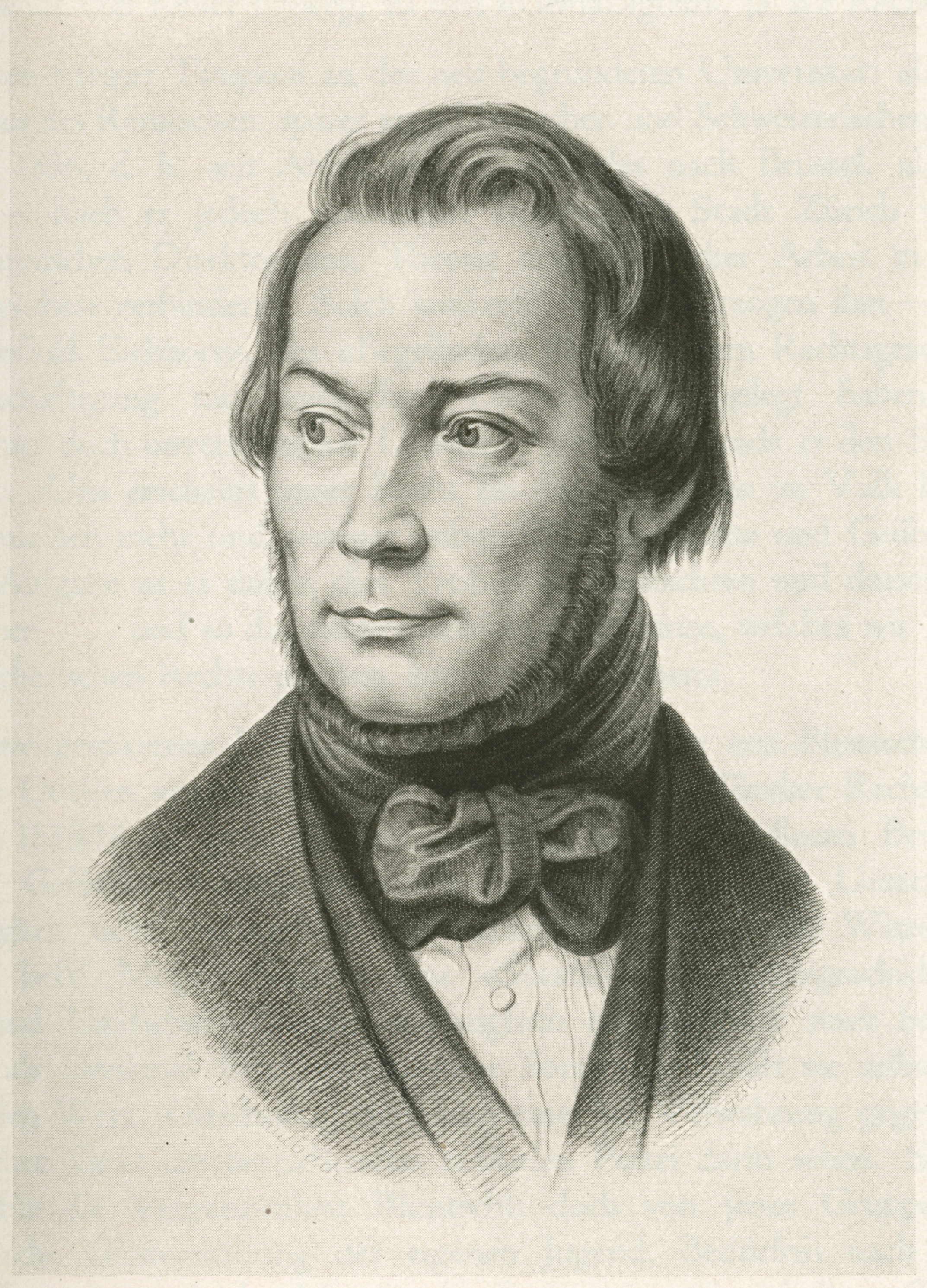
Johann Caspar Bluntschli (1808–1881)
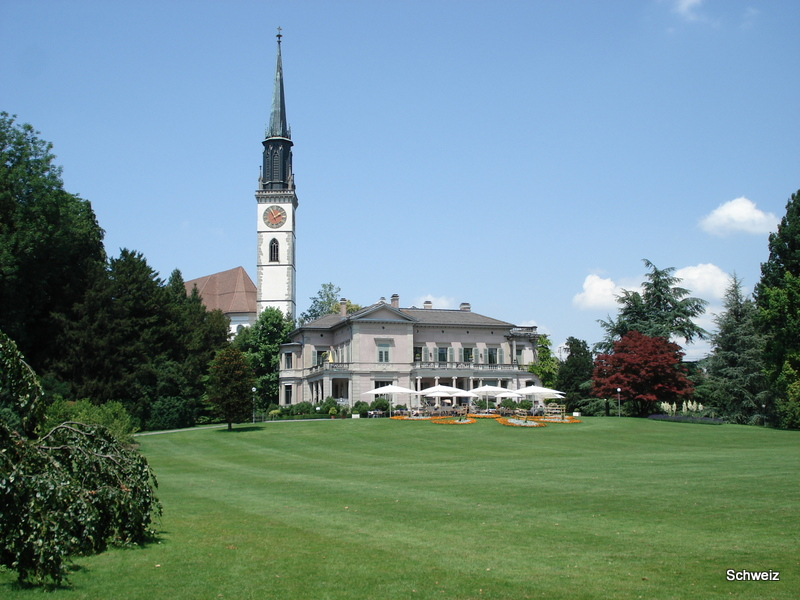
Villa Villette kaufte 1863 sein Freund Heinrich Schulthess und seine Frau Berta in Cham Kanton Zug/Schweiz
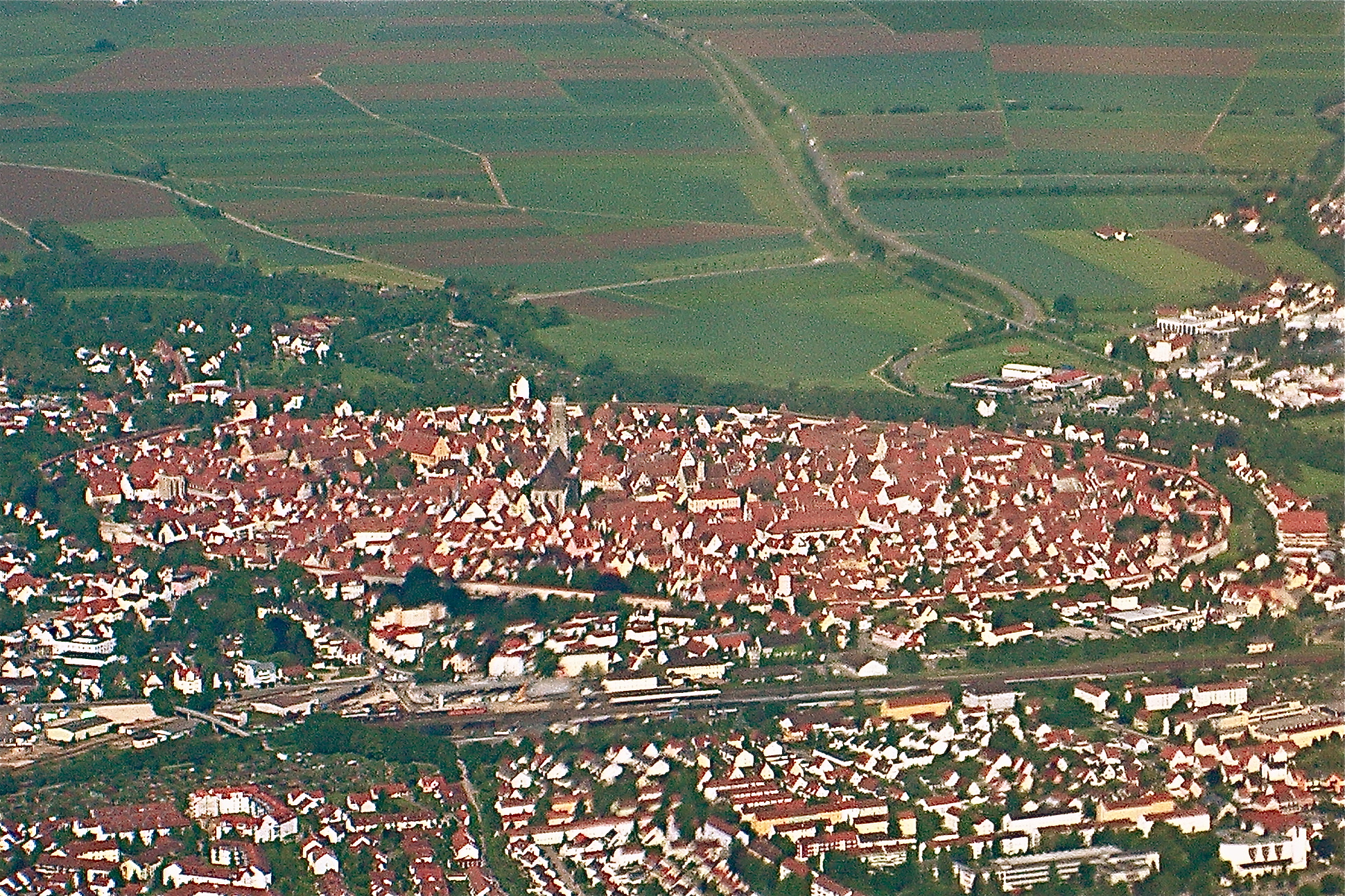
Luftbild von Nördlingen – 2010
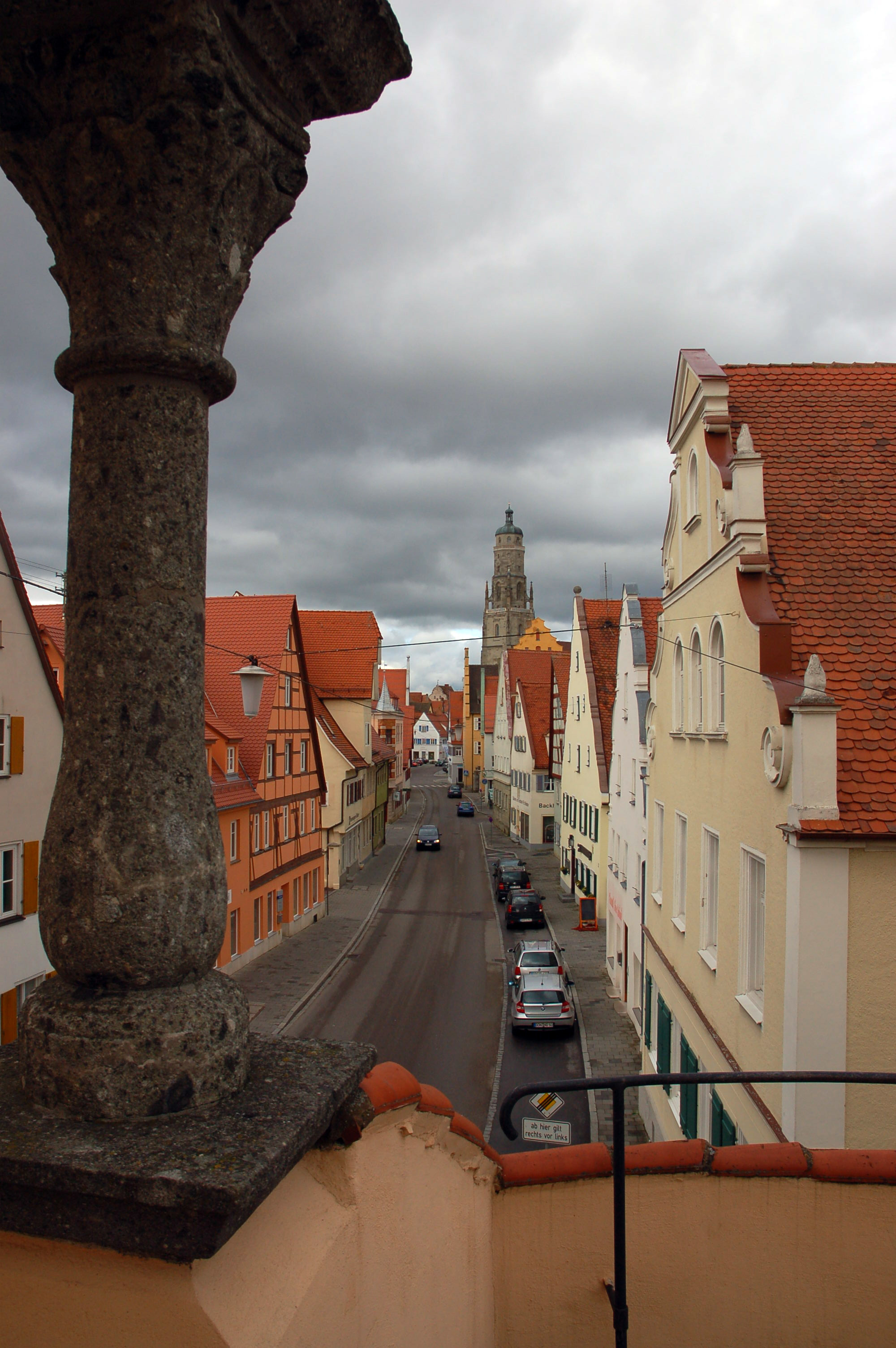
Nördlingen, Bergerstraße vom Berger Tor aus; Berger Str. 3–5, Sitz der Druckerei C.H. Beck
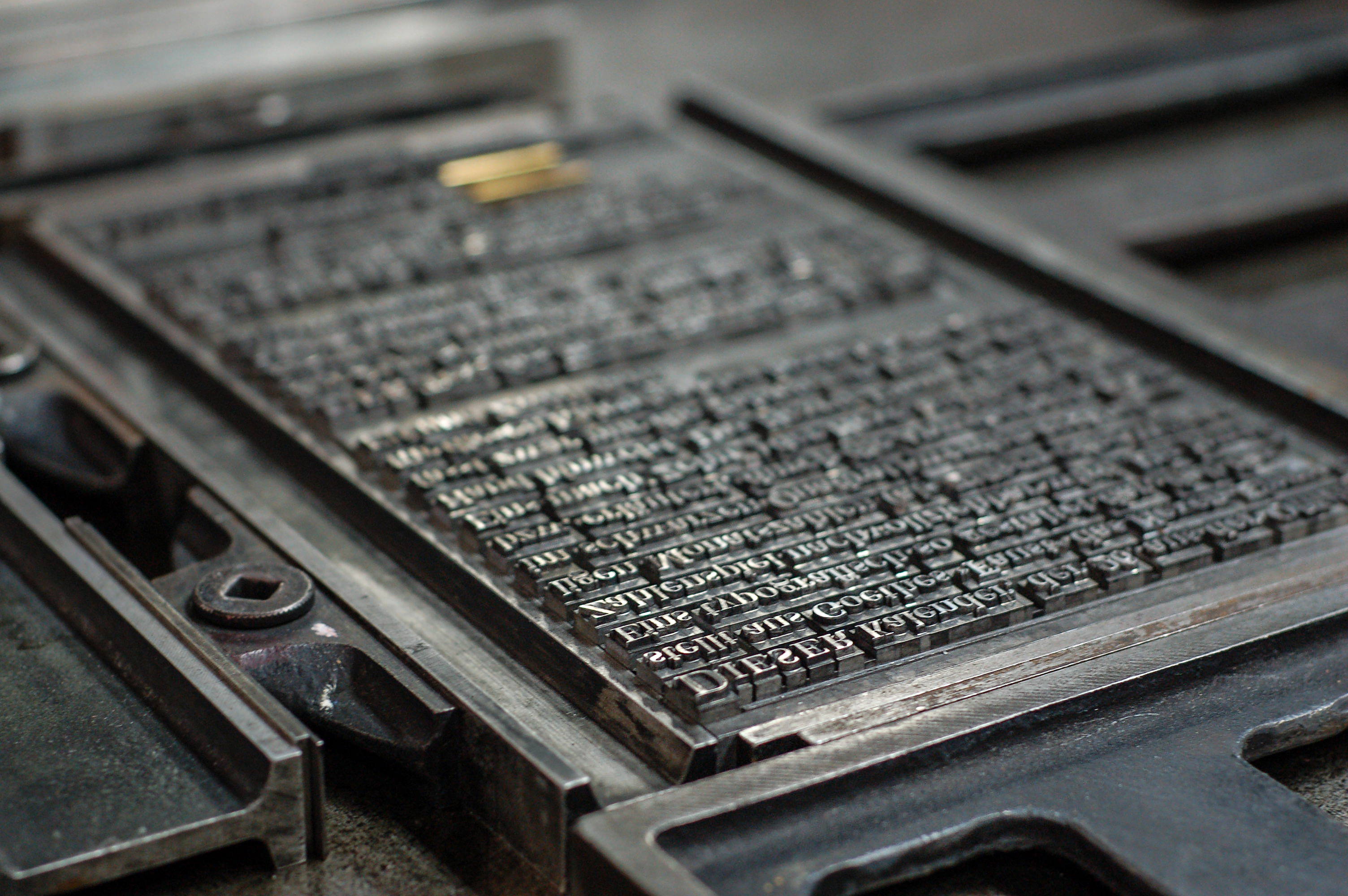
Nördlingen, alte Druckerei. Schriftstock Bleisatz

## Porträt
Ein Pastell-Porträt des Erich Rohmer hat sich erhalten von George von Hoeßlin (1851–1923), Königlich bayerischer Kunstmaler. Aus dessen Ehe mit Elisabeth Merck entstanden zwei Kinder: Sohn Heinrich Balthasar und Tochter Margarethe, die 1911 Max Planck heiratete.

## Schriften
- Ernst Rohmer: Schultheß, Heinrich. In: Allgemeine Deutsche Biographie (ADB). Band 32, Duncker & Humblot, Leipzig 1891, S. 694–696.